# 朝鲜银行青岛分行
36°04′39.9″N 120°18′56″E / 36.077750°N 120.31556°E
朝鲜银行青岛分行，时称朝鮮銀行青島支店，旧址位于中国山东省青岛市市北区馆陶路12号，建于1931-1932年，设计者为日本建筑师三井幸次郎。抗战以后曾为中央银行青岛分行行址，现为中国工商银行所使用，为山东省文物保护单位青岛馆陶路近代建筑的一部分。

## 历史
1914年11月日军占领青岛后，作为日占朝鲜官方金融机构的朝鲜银行开始筹划在青岛设立分支机构。1917年9月17日，朝鲜银行在青岛开设分行的计划经朝鲜总督府认可开始着手筹备，并于同年10月22日正式成立青岛支店，10月27日，青岛守备军司令本乡房太郎向日本陆军大臣大岛健一呈文，宣布允许朝鲜银行青岛支店开始营业。首任支店长为来自朝鲜银行大连支店的片桐笃太郎，最初的行址位于河南町（今河南路北段）一番地的一栋两层商业建筑内。约1918至1919年间，行址迁至所泽町，即今堂邑路市场二路路口东南角，紧邻青岛邮便局大楼。

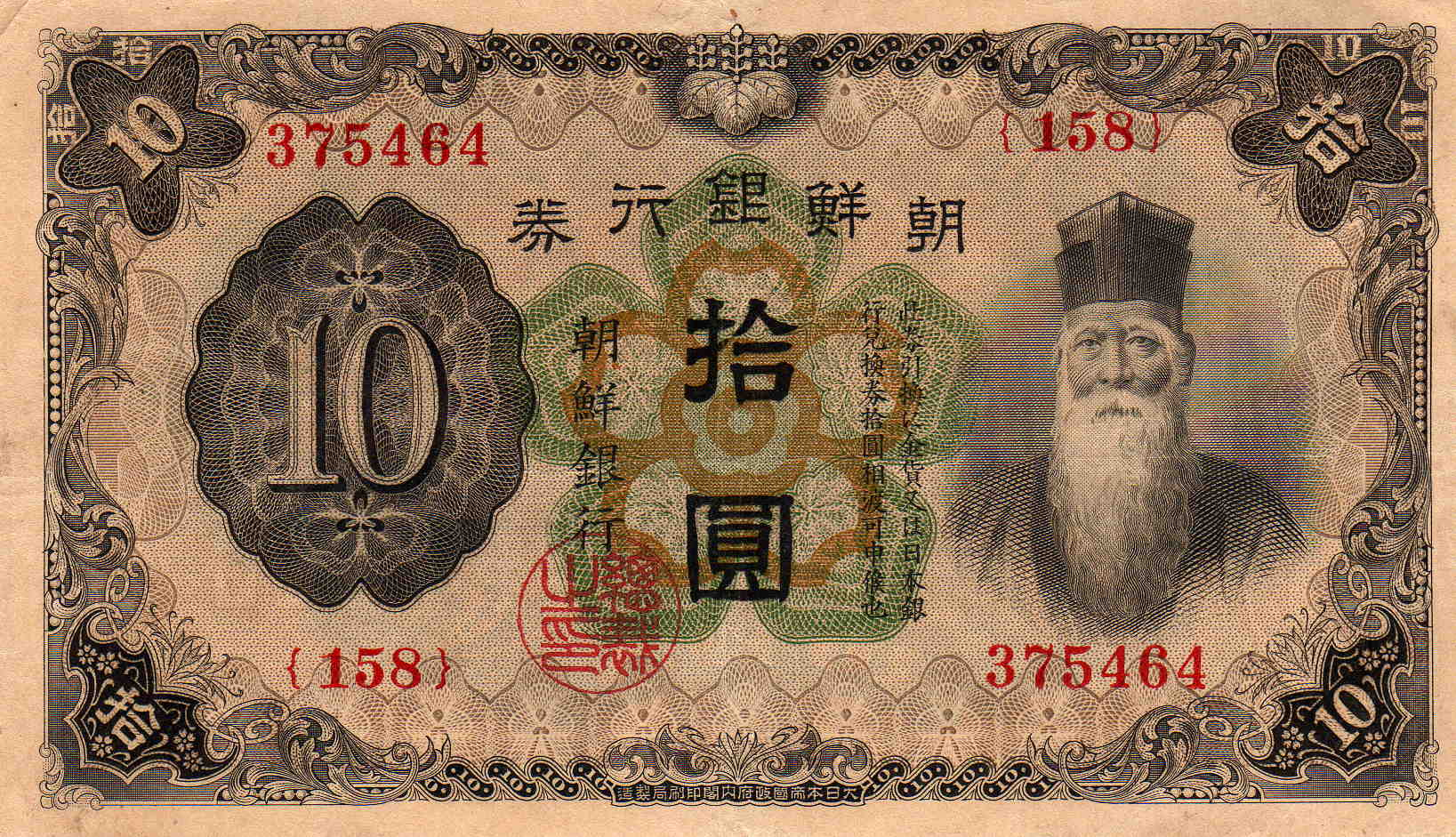
朝鲜银行券

作为日本海外殖民银行，第一次日占时期的朝鲜银行始终代表日本政府对青岛及周边地区进行经济操控乃至政治渗透，其存储业务仅次于横滨正金银行青岛支店，同时在青岛获准发行朝鲜银行券（俗称“老头票”）。1922年1月，华盛顿会议中日谈判青岛主权回归中国已成定局，朝鲜银行青岛支店长常世克己、三井物产株式会社青岛支店长饭冢重五郎、江商株式会社青岛支店长一宫晃等日本商界代表向日本陆军大臣田中义一递交请愿书，要求在青岛设立类似于租界的日本人专属居留地，并称此言论代表了全体青岛日侨的态度。
1930年，朝鲜银行青岛支店计划修建新的银行大楼，并于1931年在馆陶路上海路路口西北角（即今馆陶路12号）开始建设，由日本建筑师三井幸次郎设计，大仓土木施工，1932年5月10日竣工。
1937年8月31日，朝鲜银行青岛支店因七七事变后的中日局势紧张关闭，1938年1月10日日军第二次占领青岛后，该行于1月20日复业。第二次日占时期的朝鲜银行积极支持日资企业在沦陷区的经济掠夺，并并代理日本银行收解军款及杂税。1940年3月13日，该行获大藏省许可在奉天路（今辽宁路）设立派出所（即分支机构），8月12日开始营业。1943年9月4日经许可开设沧口出张所，次年4月10日营业。
1945年8月日本投降后，朝鲜银行停业，其行址大楼由南京国民政府中央信托局接管。1947年9月，朝鲜银行旧行址成为中央银行青岛分行行址，黄家骧任经理。解放战争期间国民政府金圆券改革失败后，于1949年5月开始发行银圆辅币券，中央银行青岛分行曾于5月14日发行“中央银行青岛分行银圆辅币券”，面额为5分、1角、5角三种，以青岛栈桥为图案，至6月2日青岛解放，该券仅流通不足20天。
青岛解放后，中央银行青岛分行由中国人民银行接管，该址此后曾为中国人民银行青岛分行第一营业部。1980年代以后，该建筑由中国工商银行市北区办事处（现为中国工商银行青岛市北第二支行）使用。2000年，该建筑列入第一批青岛市历史优秀建筑名单。2006年12月7日，该建筑成为山东省文物保护单位青岛中山路近代建筑的一部分。

## 建筑特色

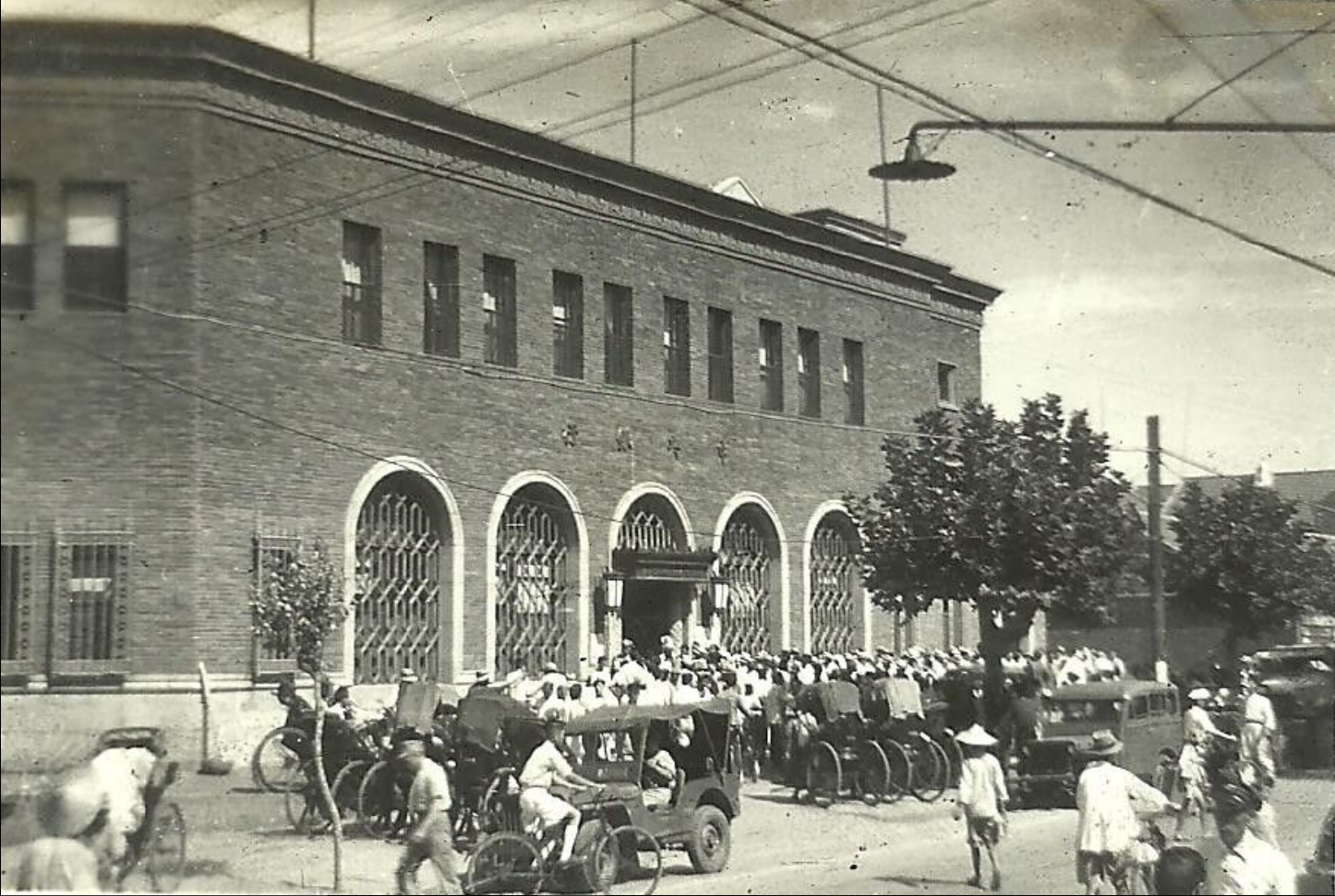
约1947-1949年间的朝鲜银行旧址，时为中央银行青岛分行，据图推测可能发生了挤兑

朝鲜银行青岛支店旧址占地面积1653.34平方米，建筑面积1500平方米，钢筋混凝土结构，平面呈“凹”字形，由主体部分与南北两翼组成，东侧主体部分临馆陶路，地上2层，地下1层，南翼临上海路，地上3层。楼体距馆陶路退界6米，形成小型前广场。建筑立面下方为石基座，砌至一层窗台，中部墙面为深赭色面砖贴面，顶部以宽檐口收尾，檐口以浮雕纹样装饰，平顶屋面。临馆陶路立面中央部分中轴对称，一层设5扇宽大拱窗，加装铁艺栅栏，边缘以花岗岩条石装饰，主入口嵌入正中拱窗，两侧设网状刻花石柱，支撑顶部雨棚。拱窗以上二层为10扇窄窗。楼内主体部分一层为宽大的营业大厅，二层及两翼一层为办公室及其他附属用房。营业大厅面积650平方米，高约8米，设8根立柱，天花板有图案花饰，中央设采光天窗。
朝鲜银行青岛支店旧址整体建筑体量紧凑，立面设计简洁。与朝鲜银行此前建造的其他行址及三井幸次郎十年前设计的青岛取引所相比，该建筑虽然局部采用了部分古典主义装饰元素，但整体呈现出现代主义色彩。其建筑风格、主立面设计、建筑与城市街道的关系等方面与同期建成的中山路中国银行有许多相似之处。

## 文物破坏事件
2017年7月10日，朝鲜银行青岛分行旧址正门两侧的雕花石柱及上方的石制雨棚被人为拆除，原因不明（有传言称有银行工作人员迷信风水）。雨棚的石制构件被毁，去向不明；两根石柱分别断成三截，收藏家赵宝山从垃圾工人手中将其抢购下来，临时放置在龙华路1号院内，并将此事通知当地学者。7月13日，部分学者及文史爱好者将此事发布在微博等媒体上，并通知地方公众媒体及相关部门。
当晚，房管员前去调查此事，工商银行人员谎称两根石柱是该行于1995年安装的。该行行长于7月14日上午至赵宝山处时又称拆除是因为“怕石柱倒了砸着客人”。青岛新闻网、青岛电视台等媒体于同日对此事进行了报导。
青岛市文化市场行政执法局、青岛市文物局会同市北区文广新局、综合行政执法局、市房产经营公司、即墨路街道办事处等部门于14日上午对朝鲜银行旧址进行了现场调查，确认工商银行市北区第二支行未经批准擅自拆除文物构件，对此事立案调查并启动问责机制，同时计划将受损建筑恢复原貌。两根石柱残件于7月15日自龙华路1号移至他处保存。
至7月17日，该事件已引起各地媒体广泛关注，人民网亦发文谴责此事。
8月9日，青岛市文化市场行政执法局结束了对此案的调查，并根据《中华人民共和国文物保护法》对中国工商银行市北区第二支行罚款人民币贰拾万元，对施工单位青岛汇丰装潢有限公司罚款人民币五万元，同时责成工商银行市北二支行按照整改方案对文物建筑进行修复。与此同时，工商银行青岛市分行党委对此事进行全系统通报，对支行负责人给予行政记过处分，并给予经济处罚三万元，同时对直接责任人给予行政撤职处分。
12月22日，国家文物局公布“2017年度文物行政执法指导性案例”共15例，“中国工商银行股份有限公司青岛市北第二支行擅自修缮山东省文物保护单位朝鲜银行青岛支行旧址案”名列其中。
- 设计图中的正门部分，可见原石柱、雨棚样式，雨棚上有“Bank of Chosen”（朝鲜银行）字样
- 正门部分剖面图，图中显示雨棚内部为钢结构支撑，外部砌石
- 1940年代的银行正门，雨棚上有“The Central Bank of China”（中央银行）字样

- 2007年的正门
- 2017年7月16日，石柱被拆除后的正门，上方雨棚为拆除后重设
- 2018年8月，石柱修复后的正门，原石制雨棚并未恢复